# Banhos de lama de Pärnu

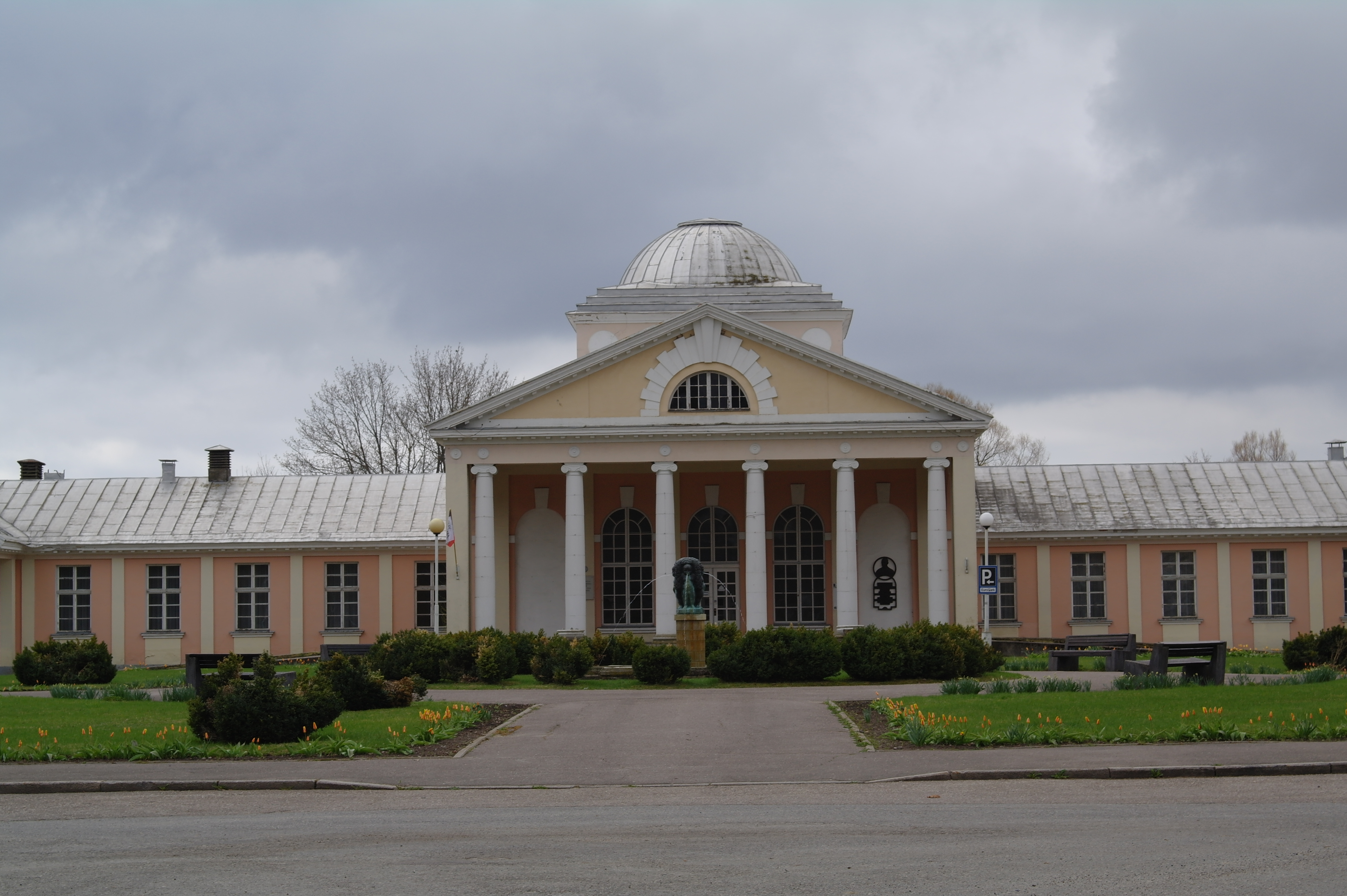
Banhos de lama de Pärnu

Os banhos de lama de Pärnu (em estoniano:  Pärnu mudaravila) é um hotel em Pärnu, na Estónia. O hotel é notável pelos seus serviços de terapia de banho de lama.
O edifício neoclássico foi construído em 1926-1927. O edifício foi projetado por Olev Siinmaa, Erich von Wolffeldt e Aleksander Nürnberg. No mesmo local, localizava-se a casa de banhos (fundada em 1838) que sofreram um incêndio na Primeira Guerra Mundial.
Durante a era soviética, o hotel era um centro de saúde popular para os trabalhadores. Desde a década de 1990, o hotel não foi mais usado. Em 2014, foi inaugurada uma boutique de spa.